# Michael Schramm (Philologe)
Michael Schramm (* 1972 in Speyer) ist ein deutscher Klassischer Philologe und Philosophiehistoriker.

## Leben
Michael Schramm studierte von 1993 bis 2003 Klassische Philologie und Philosophie an den Universitäten Heidelberg, Mainz und Paris. Nach der Promotion arbeitete er 2002 bis 2005 am DFG-Graduiertenkolleg Leitbilder der Spätantike an der Universität Jena und am SFB 584 Das Politische als Kommunikationsraum in der Geschichte an der Universität Bielefeld, von 2005 bis 2011 als wissenschaftlicher Mitarbeiter am Institut für Klassische Philologie und Komparatistik der Universität Leipzig. Nach der Habilitation in Leipzig 2012 vertrat er die Professuren für Klassische Philologie (Gräzistik) in Bamberg, Bonn, Tübingen und Jena. Seit 2015 ist er Privatdozent an der Universität Göttingen. Von 2015 bis 2019 führte er dort ein von der DFG finanziertes Forschungsprojekt über die Religionsphilosophie des römischen Kaisers Julian durch. Seit 2021 erforscht er erneut gefördert durch die DFG das Götterbild des Euripides vor dem Hintergrund der politischen Entwicklungen im Athen des späten 5. Jahrhunderts v. Chr.

## Forschung
Seine Forschungsschwerpunkte sind die Philosophie der Spätantike, besonders der platonischen Tradition, Aristoteles und Euripides.

## Schriften (Auswahl)
Monographien
- Die Prinzipien der Aristotelischen Topik. (= Beiträge zur Altertumskunde Band 192). Teubner, München/Leipzig 2004.
- Freundschaft im Neuplatonismus. Politisches Denken und Sozialphilosophie von Plotin bis Kaiser Julian. (= Beiträge zur Altertumskunde Band 319). De Gruyter, Berlin/Boston 2013.
- Kaiser Julian, Auf die Göttermutter: Einleitung, Übersetzung und Kommentar (= Untersuchungen zur antiken Literatur und Geschichte Band 161). De Gruyter, Berlin/Boston 2025 (Open Access).

Herausgeber
- Euripides-Rezeption in Kaiserzeit und Spätantike. Berlin/Boston 2020 (Millenium-Studien 83).
- Sonne, Kosmos, Rom. Kaiser Julian, Hymnos auf den König Helios. Eingeleitet, übersetzt und mit interpretierenden Essays versehen von F. Ferrari, M. Hose, S. Rebenich, A. M. Ritter, M. Schramm, I. Tanaseanu-Döbler, Tübingen 2022 (SAPERE 40).
- mit Gerlinde Huber-Rebenich, Stefan Rebenich und Adolf Martin Ritter: Kyrill von Alexandrien, Gegen Julian, Buch 1-10: Einleitung, Übersetzung und Kommentar, Stuttgart 2023 (Bibliothek der griechischen Literatur 94, 2 Bde.).

Übersetzungen
- Johannes Philoponos, Kommentar zu Aristoteles’ De anima (Einleitung und III, 4-7). Ausgewählt, eingeleitet, übersetzt und erläutert, in: H. Busche, M. Perkams (Hrsg.), Antike Kommentatoren zur aristotelischen Lehre vom Geist: Texte von Theophrast, Alexander von Aphrodisias, Themistios, Johannes Philoponos, Priskian (bzw. >Simplikios<) und Stephanos (>Philoponos<). Griechisch/Lateinisch-Deutsch (Meiner Philosophische Bibliothek 694), Hamburg 2018, 351-488. 900-910.
- Kaiser Julian, Auf den König Helios (an Salustios). Text, Übersetzung und Anmerkungen, in: M. Schramm (Hrsg.), Sonne, Kosmos, Rom. Kaiser Julian, Hymnos auf den König Helios: Eingeleitet, übersetzt und mit interpretierenden Essays versehen von F. Ferrari, M. Hose, S. Rebenich, A. M. Ritter, M. Schramm, I. Tanaseanu-Döbler (SAPERE 40), Tübingen 2022, 24-101.
- Kaiser Julian, Auf die Göttermutter. Einleitung, Übersetzung und Kommentar (= Untersuchungen zur antiken Literatur und Geschichte, 161), De Gruyter, Berlin 2025.